# Lambrugo
Lambrugo – miejscowość i gmina we Włoszech, w regionie Lombardia, w prowincji Como.
Według danych na rok 2004 gminę zamieszkiwały 2182 osoby, 2182 os./km².
Jednym z miast partnerskich jest Rajcza  która ofiarowała płaskorzeźbę Jana Pawła II, powstałą pod koniec XX wieku. Miejscowość jest położona w pobliżu jeziora Como.